# Priscilla (película de 2023)
Priscilla es una película dramática biográfica estadounidense de 2023 escrita, dirigida y coproducida por Sofia Coppola, basada en las memorias de 1985 Elvis and Me de Priscilla Presley (quien se desempeña como productora ejecutiva) y Sandra Harmon. Sigue la vida de Priscilla (interpretada por Cailee Spaeny) y su relación sentimental y de maltrato con Elvis Presley (Jacob Elordi).
Priscilla hizo su debut en el 80.º Festival Internacional de Cine de Venecia el 4 de septiembre de 2023 y fue estrenada en los Estados Unidos por A24 de manera limitada el 27 de octubre de 2023, antes de expandirse ampliamente a nivel nacional el 3 de noviembre. En España se estrenó el 14 de febrero del 2024 de la mano de Elástica Films y BTeamPictures. Recibió reseñas positivas de más de  un centenar de críticos aunque sin conseguir nominaciones para los Oscares del 2024.

## Sinopsis
En 1959, Priscilla Beaulieu reside con su familia en Bad Nauheim, Alemania, donde su padre está destinado en el ejército de los Estados Unidos. En una fiesta en la base, Priscilla conoce al renombrado cantante Elvis Presley, quien ha sido reclutado por el ejército en la cima de su popularidad. Elvis se interesa inmediatamente por Priscilla y los dos comienzan a salir casualmente a pesar de la preocupación de los padres de ella por el éxito de Elvis. Elvis finalmente regresa a los Estados Unidos después de su servicio y pierde contacto con Priscilla, dejándola abatida. En 1962, Elvis se reencuentra con Priscilla, le proclama su amor y le pide que venga a Estados Unidos a vivir con él en Graceland, su finca en Memphis, Tennessee. Elvis compra un pasaje aéreo a Priscilla para hacer una visita, durante la cual es recibida por Elvis, sus amigos y socios comerciales, y su querida abuela. 
La pareja viaja a Las Vegas, Nevada, donde Priscilla abusa de medicamentos recetados con Elvis. Una Priscilla desaliñada regresa a Alemania y, con la ayuda de Elvis, convence a sus reacios padres para que le permitan mudarse a Graceland y completar su último año de escuela secundaria en Memphis en 1963. Si bien el tiempo que pasa con Elvis en Graceland es agradable, Priscilla es tratada como objeto de fascinación y burla en su escuela secundaria católica debido a su asociación con él. Aunque es bien recibida por la abuela de Elvis y su personal en Graceland, Priscilla pronto se encuentra controlada por el padre y la madrastra de Elvis, y aislada durante los largos viajes de Elvis a Los Ángeles, donde está filmando una serie de comedias musicales. En una ocasión, Elvis le pide a Priscilla que se vista como modelo para él y sus amigos, y la insta a renovar su apariencia teñiéndose el cabello de negro y poniéndose pestañas postizas. Distraída por las nuevas condiciones de su vida, Priscilla logra por poco graduarse de la escuela secundaria. 
El aislamiento y la compartimentación de su vida por parte de Priscilla comienzan a pasar factura a su estado mental, que se ve empeorado por los rumores muy publicitados sobre las supuestas infidelidades de Elvis, incluso con su coprotagonista Ann-Margret. Priscilla hace una aparición inesperada en Los Ángeles para confrontar a Elvis sobre el asunto, pero es derrotada cuando Elvis la amenaza e insiste en que debe aprender a aceptar su comportamiento. Finalmente, en 1967, Elvis le propone matrimonio a Priscilla y los dos se casan. 
Sin embargo, su felicidad es fugaz, ya que las presiones profesionales de Elvis y el empeoramiento del abuso de sustancias afectan negativamente la relación de la pareja. Priscilla rápidamente queda embarazada y da a luz a su hija, Lisa Marie, a principios de 1968, mientras Elvis se prepara para su especial de regreso de NBC. Priscilla lucha por navegar la relación mientras Elvis se vuelve cada vez más volátil emocionalmente, y los dos en algún momento comienzan a llevar vidas separadas, Priscilla pasa la mayor parte de su tiempo en California y se involucra románticamente con Mike Stone, su profesor de kárate. Mientras visita a Elvis en su habitación de hotel después de una actuación en 1973, Priscilla lo encuentra ebrio. 
Más tarde le informa que va a solicitar el divorcio. Después de visitar Graceland y despedirse de las amas de llaves y de la abuela de Elvis, Priscilla se marcha, mientras varios fanáticos de Elvis merodean afuera de las puertas de la propiedad.

## Reparto
- Cailee Spaeny como Priscilla Beaulieu
- Jacob Elordi como Elvis Presley
- Dagmara Dominczyk como Ann Beaulieu
- Raine Monroe Boland y Emily Mitchell como Lisa Marie Presley
- Jorja Cadence como Patsy Presley
- Rodrigo Fernández-Stoll como Alan «Hog Ears» Fortas
- Luke Humphrey como Terry West

## Recepción

### Crítica
Priscilla recibió en general reseñas mixtas a positivas de parte de la crítica y la audiencia. En el sitio web especializado Rotten Tomatoes, la película posee una aprobación de 82%, basada en 237 reseñas, con una calificación de 7.2/10, y con un consenso crítico que dice: «Con la actuación de Cailee Spaeny en el papel principal a la cabeza, Priscilla ve a Sofia Coppola dando una mirada tierna pero clara a la mezcla a menudo tóxica creada al mezclar el primer amor y la fama». De parte de la audiencia tiene una aprobación de 58%, basada en más de 1000 votos, con una calificación de 3.3/5.
El sitio web Metacritic le dio a la película una puntuación de 78 de 100, basada en 55 reseñas, indicando «reseñas generalmente favorables», mientras que en el sitio IMDb los usuarios le asignaron una calificación de 6.9/10, sobre la base de 8400 votos. En la página web FilmAffinity la cinta tiene una calificación de 5.7/10, basada en 148 votos.

### Premios y nominaciones
| Premio                                     | Fecha                   | Categoría                          | Nominado                      | Resultado | Ref.   |
| ------------------------------------------ | ----------------------- | ---------------------------------- | ----------------------------- | --------- | ------ |
| Festival Internacional de Cine de Venecia  | 9 de septiembre de 2023 | León de Oro                        | Sofía Coppola                 | Nominada  | [ 8 ]  |
| Festival Internacional de Cine de Venecia  | 9 de septiembre de 2023 | Copa Volpi a la mejor actriz       | Cailee Spaeny                 | Ganadora  | [ 9 ]  |
| Mill Valley Film Festival                  | 16 de octubre de 2023   | Mejor cineasta                     | Sofía Coppola                 | Ganadora  | [ 10 ] |
| Middleburg Film Festival                   | 22 de octubre de 2023   | Premio Colaboradores de Variedades | Sofía Coppola y Stacey Battat | Ganadoras | [ 11 ] |
| Premios Gotham                             | 27 de noviembre de 2023 | Mejor actuación protagonista       | Cailee Spaeny                 | Nominada  | [ 12 ] |
| Asociación de Críticos de Cine de Chicago  | 12 de diciembre de 2023 | Mejor diseño de vestuario          | Stacey Battat                 | Nominada  | [ 13 ] |
| Asociación de Críticos de Cine de San Luis | 17 de diciembre de 2023 | Mejor diseño de vestuario          | Stacey Battat                 | Pendiente | [ 14 ] |
| Florida Film Critics Circle                | 21 de diciembre de 2023 | Premio revelación                  | Cailee Spaeny                 | Pendiente | [ 15 ] |
| Premios Globo de Oro                       | 7 de enero de 2024      | Mejor actriz - Drama               | Cailee Spaeny                 | Nominada  | [ 16 ] |
| Premios de la Crítica Cinematográfica      | 14 de enero de 2024     | Mejor maquillaje                   | Priscilla                     | Pendiente | [ 17 ] |